# Gornji Vinjani
Gornji Vinjani falu Horvátországban Split-Dalmácia megyében. Közigazgatásilag Imotski községhez tartozik.

## Fekvése
Splittől légvonalban 64, közúton 94 km-re keletre, Makarskától légvonalban 27, közúton 46 km-re északkeletre, községközpontjától közúton 7 km-re északra, a dalmát Zagora területén, Imotska krajina középső részén, a bosnyák határ mellett fekszik.

## Története
Imotska krajina területe már a történelem előtti időkben is lakott volt. A térség első ismert népe az illírek egyik törzse a dalmátok voltak. Jelenlétüket igazolják az ókorból fennmaradt halomsírok és temetők. A rómaiak csak az 1. század elejére tudták véglegesen meghódítani a térséget. A római uralom egészen 481-ig tartott. Ennek emléke az Imotskiról a faluba vezető út mentén a Borak nevű lelőhelyen feltárt római villagazdaság maradványa. 6. század második felében a területet elfoglalták az avarok és szláv segédnépeik. A középkori horvát állam közigazgatásában ez a terület Fehér-Horvátországhoz, azon belül az Imoti zsupánsághoz tartozott. A Vinjani név eredetéről több elképelés is van a köztudatban, de egyik sem általánosan elfogadott. Ez egyik szerint a falut a szőlősgazdákról, vagy az itt levő szőlőhegyekről (olaszul „vigne”) nevezték el, a másik magyarázat szerint viszont a középkorban itt élt Vinjani nemesi családtól származik a neve, de nem zárható ki a Volinjak névből való származtatás sem, melyhez hasonló nevek az Imotska krajina több településén is előfordulnak. Vinjani első ismert írásos említése 1371-ből egy birtokvitával kapcsolatos iratból származik. A salonai zsinat 533-as okirata után ez a legrégibb írásos dokumentum, ami a mai Imotska krajina területén fekvő településekről szól. A török 1463-ban meghódította a közeli Boszniát, majd 1493-re már ez a terület is uralmuk alá került. A török uralom idején a Hercegovaci szandzsákban az azonos nevű náhije része volt, ennek területe lényegében megegyezett a középkori zsupánsággal. Ebből az időszakból származik Vinjani második írásos említése, mely a szandzsák népességének összeírásából való. A török korban Vinjani magában foglalta a donji vinjani Szent Rókus templom környéki településeket, Gornji Vinjani, a hercegonivai Vinjani, Vir, Zagorje és Roška Polja, vagyis a Rókus-mező területét, Donji Vinjani néhány területrésze viszont ma a szomszédos goricai plébániához tartozik. E területet a velencei–török háborút lezáró pozsareváci béke vágta ketté 1718-ban. Ezután északkeleti része már Hercegovinához tartozott. Ezt követően a település a Velencei Köztársaság fennhatósága alá tartozott. A hívek lelki gondozását az imotski ferences kolostor szerzetesei látták el, míg végül 1747-ben Blašković makarskai püspök megalapította a vinjani plébániát, melynek gornji Vinjani is a része lett. A velencei uralomnak 1797-ben vége szakadt és osztrák csapatok vonultak be Dalmáciába. 1806-ban az osztrákokat legyőző franciák uralma alá került, de Napóleon lipcsei veresége után 1813-ban újra az osztrákoké lett. A településnek 1880-ban 907, 1910-ben 1347 lakosa volt. 1918-ban az új szerb–horvát–szlovén állam, majd később Jugoszlávia része lett. 1941 áprilisában a Független Horvát Állam része, majd 1943. szeptemberétől 1944 októberéig német megszállás alatt volt. A háború után a szocialista Jugoszláviához került. 1991 óta a független Horvátországhoz tartozik. 2011-ben a településnek 1422 lakosa volt.

## Lakosság
| Lakosság változása | Lakosság változása | Lakosság változása | Lakosság változása | Lakosság változása | Lakosság változása | Lakosság változása | Lakosság változása | Lakosság változása | Lakosság változása | Lakosság változása | Lakosság változása | Lakosság változása | Lakosság változása | Lakosság változása | Lakosság változása |
| ------------------ | ------------------ | ------------------ | ------------------ | ------------------ | ------------------ | ------------------ | ------------------ | ------------------ | ------------------ | ------------------ | ------------------ | ------------------ | ------------------ | ------------------ | ------------------ |
| 1857               | 1869               | 1880               | 1890               | 1900               | 1910               | 1921               | 1931               | 1948               | 1953               | 1961               | 1971               | 1981               | 1991               | 2001               | 2011               |
| 0                  | 0                  | 907                | 1.026              | 1.182              | 1.347              | 0                  | 1.687              | 1.647              | 1.662              | 1.658              | 1.669              | 1.467              | 1.500              | 1.417              | 1.422              |

(1857-ben, 1869-ben és 1921-ben lakosságát Donji Vinjanihoz számították.)

## Nevezetességei
- Páduai Szent Antal tiszteletére szentelt temploma 1892-ben épült az 1755-ben épített régi templom helyén. Állapota már 1915-ben annyira rossz volt, hogy összedőléssel fenyegetett, ezért néhány évig a miséket egy templomnak felszentelt házban kellett megtartani. 1942-ben egy földrengésben harangtornya leomlott, a falakat vasalással kellett megerősíteni. 1970-ben a templom teljesen új külsőt kapott. A kiemelt homlokzati részre új, piramisban záródó, karcsú harangtornyot építettek, melyet 1971. július 13-án szenteltek fel. Hosszúsága 30, szélessége 11 méter. 1975-ben átrendezték a liturgikus teret és a barokk oltár elé szembemiséző oltárt építettek. Szent Antal szobrát 1878-ban vásárolták. A Szűz Mária oltár a főoltárhoz hasonlóan az imotski Rako mester munkája. Az épületet 2001-ben teljesen megújították, ablakait festett üvegablakokra cserélték és ekkor szerelték be a toronyba az órát is. A felújított épületet nagy számú hívősereg előtt 2001-ben Szent Antal ünnepén szentelték fel újra.
- 1988-ban a Imotskiról Gornji Vinjaniba menő út mentén fekvő Borak nevű helyen a városi múzeum szakemberei Snježana Tonković vezetésével egy kisebb méretű római villagazdaság (villa rustica) maradványait tárták fel. Feltártak két ciszternát, valamint egy színes mozaikpadló maradványait. A leleteket a 2. és 4. század közötti időszakra keltezték, konzerválták őket és fellelési helyükön (in situ) mutatták be.[4]
- A település határában található a község egyik szimbóluma a „Janjiša dub” egy több száz éves tölgyfa, melyhez több történet, legenda és hiedelem is kötődik.
- A Ričina medrén átívelő Jovića-híd a 19. század végén épült helyi kőtömbökből négy, egyenlőtlen ívvel. Hossza 27,40 m, az útfelület szélessége a mellvédekkel együtt 5,40 m, a töltés pedig körülbelül 110 méter hosszúságú. A híd a 19. század végi hídépítészet gyönyörű példája.[5]
- Az Imotski-Posušje úttól nyugatra, Leka településrésztől délre, a makadám út mentén és annak déli oldalán három őskori halom található. A legkisebb, körülbelül 5 méter átmérőjű és körülbelül 0,50 méter magas halom a makadám út szárazon rakott kőfala mentén található. Tőle keletre található a legnagyobb, körülbelül 12 méter átmérőjű és körülbelül 2 méter magas halom, míg tíz méterre délkeletre egy körülbelül 8 méter átmérőjű és körülbelül 1,5 méter magas halom. Ezen az utolsó halmon a kőpalást kisebb mértékben megsemmisült, míg a másik kettőn jól megmaradt. Bár régészeti feltárást nem végeztek, a felszínen és a halmok közelében található leletanyag ismeretében ez a nekropolisz a bronz és a vaskorra datálható.[6]
- Aračići falucskától keletre, a hegy lejtőjén egy nagyobb csoport őskori halom található, amelyek kiemelkedő helyen, 666 méterrel a tengerszint felett helyezkednek el. A legkeletibb halom egyben a legnagyobb is, körülbelül 10 méter átmérőjű és körülbelül 1 méter magas. A tőle nyugatra fekvő halom átmérője 7-8 méter, magassága pedig 1 méter. A legészakibb halom egyben a legkisebb, amelynek átmérője körülbelül 6 méter, magassága pedig körülbelül 0,5 méter. Bár régészeti feltárást nem végeztek, a felszínen és a tumulus közelében található leletanyag ismeretében ez a fontos és gazdag hely a bronz és a vaskorra datálható, ugyanis a tumulusok közvetlen közelében több bronzkori erőd, azaz erődített település található, amelyek egyedülálló erődrendszert alkotnak ezen a területen, melyekhez a halmok is szorosan kapcsolódnak.[7]